# Restricción (matemáticas)

Dada la función que relaciona a cada votante con el partido político por el que votó, la restricción de esta al subconjunto de las votantes mujeres es otra función.

En matemáticas, la restricción de una función es otra función definida en un subconjunto del dominio de la primera, y que toma los mismos valores para esos elementos. La función original es a su vez una extensión de la primera.

## Definición
La restricción de una función se obtiene al reducir su dominio. Si, por el contrario, se busca una nueva función con un dominio más amplio pero preservando las imágenes de la original, se habla entonces de una extensión.
| Dada una función f : A → B y un subconjunto C ⊆ A, la restricción de f al conjunto C es la función f \|C : C → B, dada por: {\displaystyle f\|_{C}(x)=f(x),{\text{ para cada }}x\in C} Dadas dos funciones f : A → B y g : D → B de forma que f sea una restricción de g, es decir, que A ⊆ D y f = g \|A, se dice que g es una extensión de f. |